# EC Comics
Entertaining Comics, più conosciuta come EC Comics, è stata una casa editrice fondata negli Stati Uniti da William Gaines, specializzata in fumetti di vario genere come crime story, horror, umoristici, fantascientifici e di guerra, attiva tra gli anni Quaranta e Cinquanta e che rivoluzionò il mercato dei fumetti con testate come Tales from the Crypt, The Vault of Horror, Weird Science e Weird Fantasy, che entrò in concorrenza con i grandi editori dell'epoca, Timely Comics, futura Marvel Comics e soprattutto National Allied Publishing, futura D.C. Comics. Da meta degli anni Cinquanta la pressione della censura lo spinse a concentrarsi sulla rivista umoristica Mad, che divenne il successo più importante e duraturo dell'editore. Autori come George A. Romero, Stephen King e Robert Zemeckis hanno ricordato l'influenza di questo editore nella loro formazione culturale. Negli anni settanta i titoli di due serie, The Tales from the Crypt e The Vault of Horror vennero concessi in licenza per due film omonimi.

## Storia
Conosciuta in precedenza come Educational Comics, era proprietà di Max Gaines, che pubblicò Picture Stories from the Bible (storie a vignette dalla bibbia) e biografie a fumetti di figure importanti della scienza e della storia. Un decennio più tardi, Max Gaines venne considerato uno dei pionieri dei fumetti in forma di albo o comic book sul quale venivano ripubblicate le strisce a fumetti - già apparse sui quotidiani - rimontate in formato di 64 pagine ottenuto dalla piegatura di un unico foglio di stampa e ottenendo l’albo a fumetti come lo conosciamo oggi. Il comic book si otteneva piegando due volte a metà il supplemento domenicale del quotidiano otto pagine e aggiungendo poi una copertina a due di tali fascicoli. Gaines fece esordire in questo formato, nel 1933, la serie Famous Funnies: a Carnival of Comics, dimostrando che, nonostante la compresenza sui quotidiani, i fumetti venivano acquistati anche in questo formato che riproponeva le serie a strisce. Anche altri editori seguirono presto la strada indicata, come la DC Comics, allora National Allied Publishing, che iniziò le proprie pubblicazioni con New Fun, nel 1935.
A partire dalla fine degli anni quaranta, l'industria dei fumetti divenne bersaglio di critiche per il loro contenuto e gli effetti potenzialmente dannosi sui bambini a seguito della pubblicazione nel 1948 di due articoli del dr. Fredric Wertham, "Horror in the Nursery" (in Collier's) e "The Psychopathology of Comic Books" (nell'American Journal of Psychotherapy). Come conseguenza venne formata la Association of Comics Magazine Publishers, un gruppo costituito da editori che però si rivelò inefficace. La CE lasciò l'associazione nel 1950 a seguito di una discussione di Gaines con il suo direttore esecutivo, Henry Schultz. Nel 1954, solo tre editori di fumetti erano ancora membri, e Schultz ammise che il marchio dell'associazione sui fumetti era privo di significato.
Quando Max Gaines morì nel 1947 in un incidente nautico, suo figlio William ereditò l'azienda e, dopo quattro anni nell'aviazione militare degli Stati Uniti d'America, dal 1942 al 1946, fece ritorno a casa per terminare gli studi all'università di New York, progettando di lavorare come insegnante di chimica. Non insegnò mai perché subentrò invece nell'attività di famiglia.
Tra il 1949 e il 1950 cominciò a rinnovare il catalogo allo scopo di introdurre storie focalizzate sull'horror, la suspense, la fantascienza, la guerra e il giallo. Contemporaneamente, Gaines e i suoi redattori Al Feldstein e Harvey Kurtzman ingaggiarono i migliori artisti freelance nel campo.
Al Feldstein entrò a far parte dello staff della EC Comics nel 1948 per dedicarsi a fumetti romantici e polizieschi; fu lui a suggerire a Gaines di introdurre nel catalogo una serie di fumetti di genere horror che poi sarebbero diventati uno dei più grandi successi dell'editore con serie come Tales from the Crypt e le successivi The Haunt of Fear e The Vaul of Horror fra gli altri che fecero la fortuna della EC Comics; furono anche causa di molti problemi a seguito della pubblicazione nel 1954 del libro di Wertham, Seduction of the Innocent e di un'audizione pubblica del Congresso degli Stati Uniti d'America sulla delinquenza giovanile, che misero in cattiva luce i fumetti causando un crollo delle vendite e alla chiusura di diversi editori.
Gaines convocò una riunione con gli altri editori suggerendo che l'industria dei fumetti si riunisse per fronteggiare la censura esterna e contribuire a ricostruire la reputazione danneggiata. Insieme costituirono la Comics Magazine Association of America e il Comics Code Authority, un'autorità interna all'associazione volta a verificare il contenuto delle pubblicazioni. A differenza del suo predecessore, il codice CCA venne rigorosamente applicato dagli editori che da allora richiedevano l'approvazione del codice prima della loro pubblicazione. Non essendo questo ciò che intendeva Gaines, finì per rifiutarsi di aderire all'associazione. Tra le nuove regole del codice c'era il fatto che nessun titolo di fumetti poteva usare le parole "horror", "terror" o "weird" sulla copertina.
Quando i distributori rifiutarono di gestire molti dei suoi fumetti in quanto privi dell'autorizzazione del CCA, Gaines ne interruppe la pubblicazione il 14 settembre 1954 spostandosi su una nuova linea di titoli più realistici come M.D. e Psychoanalysis. Dal momento che i primi numeri non contenevano il sigillo del Codice, i grossisti si sono rifiutati di distribuirli e quindi, dopo essersi consultato con il suo staff, Gaines iniziò a malincuore a inviare i suoi fumetti per preventiva accettazione al Codice; da allora tutti i titoli portarono il sigillo. Questo tentativo di rinnovamento però fallì commercialmente e dopo la quinta uscita tutti i titoli vennero terminati.
Il successo riscontrato da Mad, permise all'editore di superare i problemi causati dalla censura del Comics Code Authority concentrandosi sulla pubblicazione di questa rivista, dapprima sotto la guida di Harvey Kurtzman e poi, quando questi abbandonò la direzione - nonostante l'editore avesse tolto l'obbligo di sottostare alla censura del Comics Code - sotto la guida di Al Feldstein che assicurò alla rivista un successo decennale. Gaines vendette l'azienda negli anni sessanta e alla fine è stata assorbita dalla stessa società che in seguito acquisì la concorrente DC Comics.
Feldstein guidò Mad dal 1956 al 1984, divenendo la rivista satirica più letta del periodo: «fu un successo perché mise a nudo l’ipocrisia della società», raccontò Feldstein in un’intervista adel 2007; «Quandò uscì Mad era come se stessimo dicendo: “Ragazzi, Madison Avenue vi sta mentendo. I vostri genitori vi stanno mentendo. Il Presidente degli Stati Uniti vi sta mentendo.”». Sotto la sua giuda Mad presentò irriverenti parodie di film di successo, fumetti sboccati, frasi pungenti, invenzioni grafiche e un’attenzione verso la politica tutt'altro che politically correct.

## Serie a fumetti pubblicate
Elenco parziale
- Tales from the Crypt (dal 1950 al 1955);
- The Haunt of Fear (dal 1950 al 1954);
- The Vault of Horror (dal 1950 al 1954);
- Weird Fantasy (dal 1950 al 1954);
- Weird Science (dal 1950 al 1954);
- Weird Science-Fantasy (dal 1954 al 1955);
- Incredible Science Fiction (dal 1955 al 1956);
- Mad Magazine (dal 1952);
- Shock SuspenStories (dal 1952 al 1955).

## Eredità e impatto culturale
- Anche se, eccettuato Mad, l'ultima pubblicazione venne edita nel 1956, i fumetti prodotti dalla CE sono rimasti popolari per oltre mezzo secolo venendo ristampate numerose volte da altri editori già dagli anni sessanta come la Ballantine Books fra il 1964 e il 1966, pubblicò cinque volumi antologici in formato paperback, Tales of the Incredible, Tales from the Crypt e The Vault of Horror con una selezione di storie di fantascienza e horror mentre gli adattamenti dei racconti di Ray Bradbury vennero raccolti in The Autumn People e Tomorrow Midnight.[9] Negli anni settanta la Nostalgia Press pubblicò The EC Horror Library (1971) che raccoglieva 23 storie selezionate da Bhob Stewart e Bill Gaines[10] mentre la East Coast Comix ha ristampato in formato comic book alcuni numeri della serie New Trend tra il 1973 e il 1975.[11] Seguirono poi la Russ Cochran reprints e, nel 2012, la Fantagraphics Books ha pubblicato una serie di volumi antologici suddivisi per autore[12] e, nel 2013, la Dark Horse Comics, ha pubblicato un'altra serie di volumi antologici cartonati, gli EC Archives.[13]
- Negli anni settanta il titolo The Tales from the Crypt venne concesso in licenza per un film omonimo, Racconti dalla tomba (Tales from the Crypt), diretto da Freddie Francis nel 1972 che l'anno successivo venne seguito da un altro film, The Vault of Horror.
- I film Creepshow (1982) e Creepshow 2, basate su sceneggiature originali di Stephen King e George A. Romero, sono ispirati ai fumetti della EC Comics.[senza fonte]
- Dal 1989 al 1996 venne realizzata negli Stati Uniti d'America la serie televisiva Tales from the Crypt basata sull'omonima serie a fumetti e trasmessa dall'emittente televisiva HBO;
- la serie a fumetti dedicata a Spongebob, pubblicata negli Stati Uniti, ha realizzato la copertina del n. 29 nello stile EC Comics, ispirandosi alla grafica delle testate come Tales From The Crypt o Weird Science, in particolare al n. 12 di quest'ultima disegnata nel 1950 da Al Feldstein.[14]